# Djibril Ouattara
Djibril Ouattara (Bobo-Dioulasso, 19 settembre 1999) è un calciatore burkinabé, attaccante dell'APR e della nazionale burkinabé.

## Caratteristiche tecniche
È un centravanti.

## Carriera

### Club
Cresciuto nel settore giovanile del Fonctionnaires, nel 2019 si è trasferito al RS Berkane dopo aver vinto il campionato burkinabé laureandosi al contempo capocannoniere della competizione. Con il club marocchino ha conquistato la CAF Confederation Cup segnando due reti in quattro presenze.

### Nazionale
Dopo aver precedentemente giocato in Under-20, il 24 gennaio 2018 ha debuttato con la nazionale maggiore burkinabé giocando l'incontro del Campionato delle Nazioni Africane pareggiato 1-1 contro il Camerun.
Ha partecipato alla Coppa d'Africa nel 2021 e nel 2023.

## Palmarès

### Club

#### Competizioni nazionali
- Campionato burkinabé: 1

ASF Bobo: 2017-2018

#### Competizioni internazionali
- Coppa della Confederazione CAF: 1

RS Berkane: 2019-2020

### Individuale
- Capocannoniere del campionato burkinabé: 1

2017-2018